# Thomas Rasmussen
Thomas Rasmussen (Copenhague, Dinamarca, 16 de abril de 1977), exfutbolista danés. . 

## Selección nacional
Ha sido internacional con la Selección de fútbol de Dinamarca, ha jugado 8 partidos internacionales.

## Clubes
| Club                   | País      | Año       |
| ---------------------- | --------- | --------- |
| Glostrup FK            | Dinamarca | 1995-1996 |
| K. Sint-Truidense V.V. | Bélgica   | 1996-1999 |
| BK Skjold              | Dinamarca | 1999-2000 |
| FC Nordsjælland        | Dinamarca | 2000-2003 |
| Hansa Rostock          | Alemania  | 2004-2005 |
| Brøndby IF             | Dinamarca | 2005-2012 |
| Lyngby BK              | Dinamarca | 2012-2013 |

- Datos: Q924639
- Multimedia: Thomas Schultz Rasmussen / Q924639